# Ivana Puljiz
Ivana Puljiz (* 1987 in Sindelfingen) ist eine deutsche Vorderasiatische Archäologin.

## Leben
Ivana Puljiz studierte von 2008 bis 2013 Vorderasiatische Archäologie und Altorientalische Philologie an der Universität Tübingen. Während des Studiums nahm sie bereits an ersten Ausgrabungen im syrischen Qatna teil und verfasste über die dortigen Funde ihre Magisterarbeit. In den folgenden Jahren nahm Puljiz vermehrt an Ausgrabungen in kurdischen Gebieten des Iraks teil, so 2013 und 2014 in der Provinz Dohuk, 2015 und 2017 in Muqable und 2018 in Bassetki. Diese umfangreichen archäologischen Arbeiten wurden durch eine Kooperation der Universität Tübingen und der Kurdistan Archaeology Organization ermöglicht. 2017 wurde sie in Tübingen bei Peter Pfälzner promoviert.
Auf öffentliches Interesse stieß die Ausgrabung einer deutsch-kurdischen Forschungsgruppe 2019 am Ostufer des Tigris in der irakischen Provinz Dohuk unter ihrer Leitung. Die Archäologen legten im kurdischen Kemune einen Palast frei, dessen Umrisse erst durch sinkende Pegelstände im Mossul-Stausee sichtbar geworden waren. Der Palast stammt aus der Zeit des Mittani-Reichs, das im 15. und 14. Jahrhundert vor Christus existierte und über das bislang wenig bekannt ist. Das Team um Puljiz erhofft sich von den Funden Erkenntnisse über Lebensweise und Kultur der Mittani.
Aus gefundenen Farbkrümeln schloss die Grabungsleiterin Puljiz beim vorgefundenen Palast nicht auf eine große private Villa, sondern auf die Zentrale einer Verwaltung oder lokalen Regierung. Nach dem Übersetzen von akkadischen Tontafeln gehen Puljiz und ihre Kollegen davon aus, dass der Palast einstmals im verschollenen Ort Zachiku in Mesopotamien gebaut wurde.
Seit 2021 ist sie Juniorprofessorin an der Universität Freiburg.

## Veröffentlichungen
- A Fragment of a ‘Kassite’ Bucket, in: Urban Developments in Northeastern Mesopotamia from the Ninevite V to the Neo-Assyrian Periods. Excavations at Bassetki in 2017
- Ninevite V Seal Impressions, in: Urban Developments in Northeastern Mesopotamia from the Ninevite V to the Neo-Assyrian Periods. Excavations at Bassetki in 2017
- Selected Objects from the Middle Assyrian Building of Phase C9, in: Urban Developments in Northeastern Mesopotamia from the Ninevite V to the Neo-Assyrian Periods. Excavations at Bassetki in 2017
- mit H. A. Quasim: Exploring the Middle Assyrian Countryside in the Middle Tigris Region: The 2017 Season of Excavations at Muqable III
- mit Peter Pfälzner, H. A. Qasim und P. Sconzo: Report on the First Season of German-Kurdish Excavations at Muqable in 2015
- Late Bronze Age Pottery, in: The Eastern Ḫabur Archaeological Survey in Iraqi Kurdistan
- A Neo-Assyrian Cylinder Seal from Bassetki, in: First Results of the Eastern Ḫabur Archaeological Survey in the Dohuk Region of Iraqi Kurdistan
- mit I. Arkhipov: Cylinder Seal Rings in Mari
- Gold von Königen und Göttern. Zur Bedeutung von Goldobjekten in den syrisch-nordlevantinischen Königtümern der mittleren und späten Bronzezeit ausgehend von den Funden aus den Grüften von Qaṭna. Harrassowitz, Wiesbaden 2021, ISBN 978-3-447-11596-4 (Dissertation).